# ヤエヤマヒルギシジミ
ヤエヤマヒルギシジミ（八重山漂木蜆、学名：Geloina erosa）はマルスダレガイ目シジミ科ヒルギシジミ属の二枚貝である。タイワンヒルギシジミ（タイワンシレナシジミ）は異種とされていたが、現在は同種の可能性があるとされる。別名：シレナシジミ、ヤエヤマシレナシジミ、マングローブシジミ。

## 概要
以前はシレナシジミと呼ばれており、八重山ではキゾと呼ばれる。中華圏では紅樹蜆や馬蹄蛤と呼ばれる。

## 分布
分布域は奄美大島以南の南西諸島、中国本土（福建省竜海、広東省南澳、大亜湾、広西自治区防城、海南島 清瀾、三亜、 陵水）、 台湾 （新北市淡水区、台南市安平区、 高雄市、屏東県、東港鎮）、マレーシア、シンガポール、ベトナムである。
河川の河口の汽水域で、マングローブが群生する潮間帯等に多く見られる。

## 形態
貝殻はヤマトシジミを殻長6cm程度の大型にしたような形で殻は厚い。緑色の殻皮をかぶり、内面は白色。軟体部は水分が多く貝殻のわりに小さい。

## 生態
ヒルギ科の植物が生えた汽水環境の泥底に生息する。

## 分類
異名
- Cyclas zeylanica Lamarck, 1806
- Cyrena fissidens Pilsbry, 1895
- Cyrena moussoni Martens, 1897
- Cyrena papua Lesson, 1830
- Cyrena yaeyamensis Pilsbry, 1895
- Polymesoda erosa (Lightfoot, 1786)
- Venus coaxans Gmelin, 1791
- Venus erosa Lightfoot, 1786（原記載における学名）

## 化石
中新世の日本は温暖な気候で、マングローブが生える汽水域が広範囲に広がっていたため、各地で本種と近縁の化石が発見されており、「シレナシジミ-センニンガイ群集」と呼ばれていた。

## 人との関係
分布域では食用に利用され、台湾などでは養殖事業もなされる。 